# Pseudomallada alliumolens
Pseudomallada alliumolens is een insect uit de familie van de gaasvliegen (Chrysopidae), die tot de orde netvleugeligen (Neuroptera) behoort. 
Pseudomallada alliumolens is voor het eerst wetenschappelijk beschreven door Hölzel et al. in 1997.